# Elektromotorické napětí
Elektromotorické napětí je elektrické napětí, které se vytvoří v elektrickém zdroji přeměnou nějaké formy energie na energii elektrického pole.
Elektromotorické napětí je novější a správnější název elektromotorické síly (EMS). Název EMS vznikl při objevu galvanických zdrojů elektřiny. V důsledku elektromotorického napětí Ue se uvnitř elektrického zdroje přesouvají kladné náboje ke kladnému pólu zdroje a záporné náboje k pólu zápornému. Mezi takto přesunutými náboji vznikne elektrické napětí stejné velikosti, jakou má napětí elektromotorické, ale opačného směru a nazývá se napětí naprázdno (U0) nebo vnitřní napětí zdroje (Ui).
Elektromotorické napětí má směr proudu, protékajícího zdrojem.
- Značka: Ue
- Jednotka: V (Volt)
- Další jednotky: stejné jako pro napětí
- Výpočet: {\displaystyle U_{e}={\frac {W}{Q}}} , kde W je práce neelektrických sil při přemisťování elektrického náboje Q uvnitř zdroje.
- Měřidlo: voltmetr (bez zapojení do elektrického obvodu)

## Typické hodnoty elektromotorického napětí
| název zdroje                 | elektromotorické napětí |
| ---------------------------- | ----------------------- |
| alkalický článek             | 1,0–1,6 V               |
| článek olověného akumulátoru | 1,75 až 2,2 V           |
| článek Li-ion                | 3–4,2 V                 |